# Pieter Aspe
Pieter Aspe, nome d'arte di Pierre Aspeslag, (Bruges, 3 aprile 1953 – Bruges, 1º maggio 2021), è stato uno scrittore belga di lingua fiamminga.

## Biografia
Pieter Aspe ha studiato al Sint-Leocollege a Bruges. È diventato scrittore a tempo pieno dal 1996. In precedenza ha lavorato come magazziniere, commerciante, poliziotto marittimo stagionale, fotografo e precettore. Per diversi anni è stato anche custode della Basilica del Sacro Sangue a Bruges. Nel 1976 è stato candidato per le elezioni locali nella lista dissidente "Christen democraten", ma non è stato eletto.

Dopo un attacco di cuore nel 2006, gli sono stati impiantati tre bypass. Trascorse i suoi ultimi anni a Blankenberge nei pressi del porto.

## Opere in italiano

### Le inchieste del commissario Van In
- Il quadrato della vendetta, trad. di Claudia Limatola e Franco Paris, Fazi, 2009 (Het vierkant van de wraak, 1995)
- Caos a Bruges, trad. di Valentina Freschi, Fazi, 2010 (De Midasmoorden, 1996)
- Le maschere della notte, trad. di Valentina Freschi, Fazi, 2010 (De kinderen van Chronos, 1997)
- La quarta forma di Satana, trad. di Valentina Freschi, Fazi, 2011 (De vierde gestalte, 1998)
- Il caso Dreyse, trad. di Ciro Garofalo, Fazi, 2015 (Het Dreyse incident, 1999)
- Sangue blu, trad. di Alessandra Liberati, Fazi, 2014 (Blauw bloed, 2000)
- L'orecchio di Malco, trad. di Ciro Garofalo, Fazi, 2017 (Het oor van Malchus, 2015)

### Antologie
- Le inchieste del commissario Van In 1, Fazi, 2015 
 contiene i tre romanzi Il quadrato della vendetta, Caos a Bruges e Le maschere della notte

- Fonte:  Opac nazionale, su sbn.it. URL consultato il 27 febbraio 2017 (archiviato dall'url originale il 16 giugno 2017).